# Алексеевка (Рассказовский район)
Алексе́евка — село в Рассказовском районе Тамбовской области России. Входит в состав Верхнеспасского сельсовета.

## География
Посёлок находится в центральной части региона, в лесостепной зоне, в пределах Тамбовской равнины, на берегах р реки Лесной Тамбов.

### Климат
Климат характеризуется как умеренно континентальный, с относительно жарким летом и холодной продолжительной зимой. Среднегодовая температура воздуха — 5,4 °С. Средняя температура воздуха самого тёплого месяца (июля) — 19,9 °C (абсолютный максимум — 38,4 °С); самого холодного (января) — −10 °C (абсолютный минимум — −36,9 °С). Безморозный период длится 145—155 дней. Продолжительность вегетационного периода составляет 180—185 дней Среднегодовое количество атмосферных осадков составляет 525 мм, из которых 342 мм выпадает в период с апреля по октябрь. Снежный покров образуется в последней декаде ноября — начале декабря и держится в течение 125—130 дней.

## История
В 1862 году в деревне была построена церковь. Вместе с церковью были построены церковная сторожка, деревянные дома для попа, псаломщика, дьякона и дьячка, дом которого стоял до 1962 года. Примерно с 1900 года была построена церковно-приходская школа с одногодичным, а потом двухгодичным и трехгодичным обучением. Весь XIX век — владение графа Адлерберга (в 1894 году граф переехал в Москву), продавшего земли у села в 1905 году фабриканту Асееву. При Асееве в Алексеевке развивалось овцеводство и картофелеводство, был куплен первый (паровой) трактор. Управлял им немец, который обучил местного крестьянина Аброскина Михаила Акимовича управлять трактором. Всеми хозяйственными делами здесь управлял немец Владимир Александрович Штендель. Был построен винный завод. В 1917 году Асеев покинул Алексеевку. Весной-летом 1917 года состоялись выборы в рабоче-крестьянские комитеты и выборы старосты. Члены первого Рабоче-Крестьянского Комитета села Алексеевка: Костоланов Егор Яковлевич, Капранов Иван Никитович, Белкин Степан Андреевич и Сычкин Андриан Максимович. Старостой избрали Белкина Константина Захаровича. После Октябрьской революции 1917 года проходили выборы в сельские советы. Первым председателем Алексеевского сельского совета был Белкин Григорий Савельевич, а секретарем — Желобанов Андрей Иванович. Председателем сельской ячейки РСДРП(б) был Вершинин Василий Степанович. Руководителем комсомола стал Панкратов Антон Никанорович.

## Население
| 2010 |
| ---- |
| 189  |

## Инфраструктура
Личное подсобное хозяйство.
Основа экономики — сельское хозяйство.

## Транспорт
Деревня доступна автотранспортом. Остановка общественного транспорта «Алексеевка».